# Bimini (dystrykt)
Bimini – najbardziej na zachód wysunięty dystrykt Bahamów. Według spisu powszechnego z 2022 roku zamieszkiwany przez  2 417 osób.

## Geografia
Bimini składa się z łańcucha wysp znajdujących się około 81 km na wschód od Miami na Florydzie. Największymi wyspami są North Bimini (północne Bimini) i South Bimini (południowe Bimini). North Bimini ma ok. 11 km długości i 210 m szerokości.

## Historia

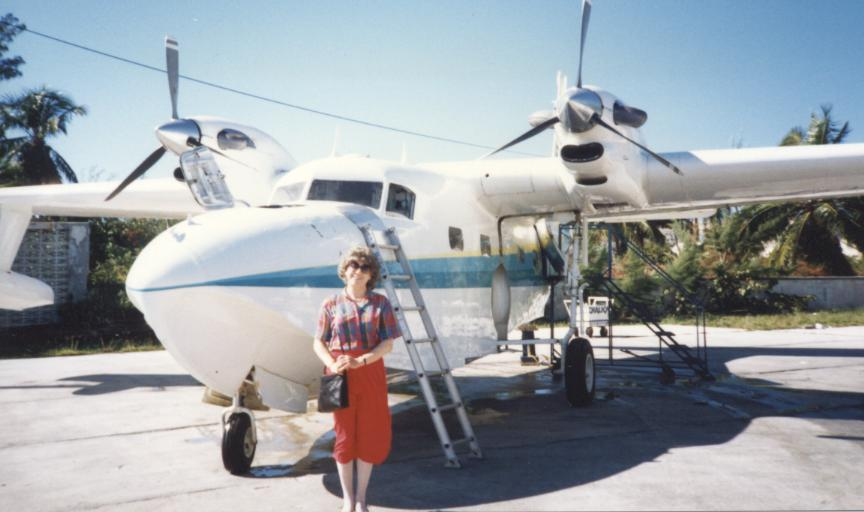
Chalks Turbo Mallard

W okresie prohibicji w Stanach Zjednoczonych, Bimini stało się ulubionym schronieniem i punktem zaopatrzenia w handlu rum-running. Niektórzy twierdzą, że określenie "The Real McCoy" było stosowane do rumu dostarczanego przez Williama S. McCoya, który wykorzystał Bimini do transportu whisky do Ameryki w okresie prohibicji.
Loty pomiędzy Miami i Bahamami od 1917 obsługiwała linia Chalk's International Airlines. Towary na wyspie były drogie ze względu na koszty wysyłki. Wielu mieszkańców używało Chalk's do zakupu tańszych towarów na Florydzie i przywożenia ich na Bimini. 19 grudnia 2005 samolot tej linii, Grumman G-73T Turbine Mallard, lecący w rejsie nr 101 z Ft. Lauderdale na Bimini, po pozarozkładowym lądowaniu w Miami, rozbił się tuż przy brzegach Florydy, zabijając wszystkich 18 pasażerów i 2 członków załogi; co najmniej jedenaście osób było mieszkańcami Bimini. Zaledwie kilka tygodni później, 13 stycznia 2006, spłonął doszczętnie jeden z najbardziej znanych budynków w Bimini, Compleat Angler Hotel w Alice Town (Bimini Północne). Hotel i jego bar były znane ze zdjęć i wspomnień Ernesta Hemingwaya. Zdjęcia te zostały zniszczone w pożarze, w którym również zginął właściciel hotelu, Julian Brown.

## Środowisko

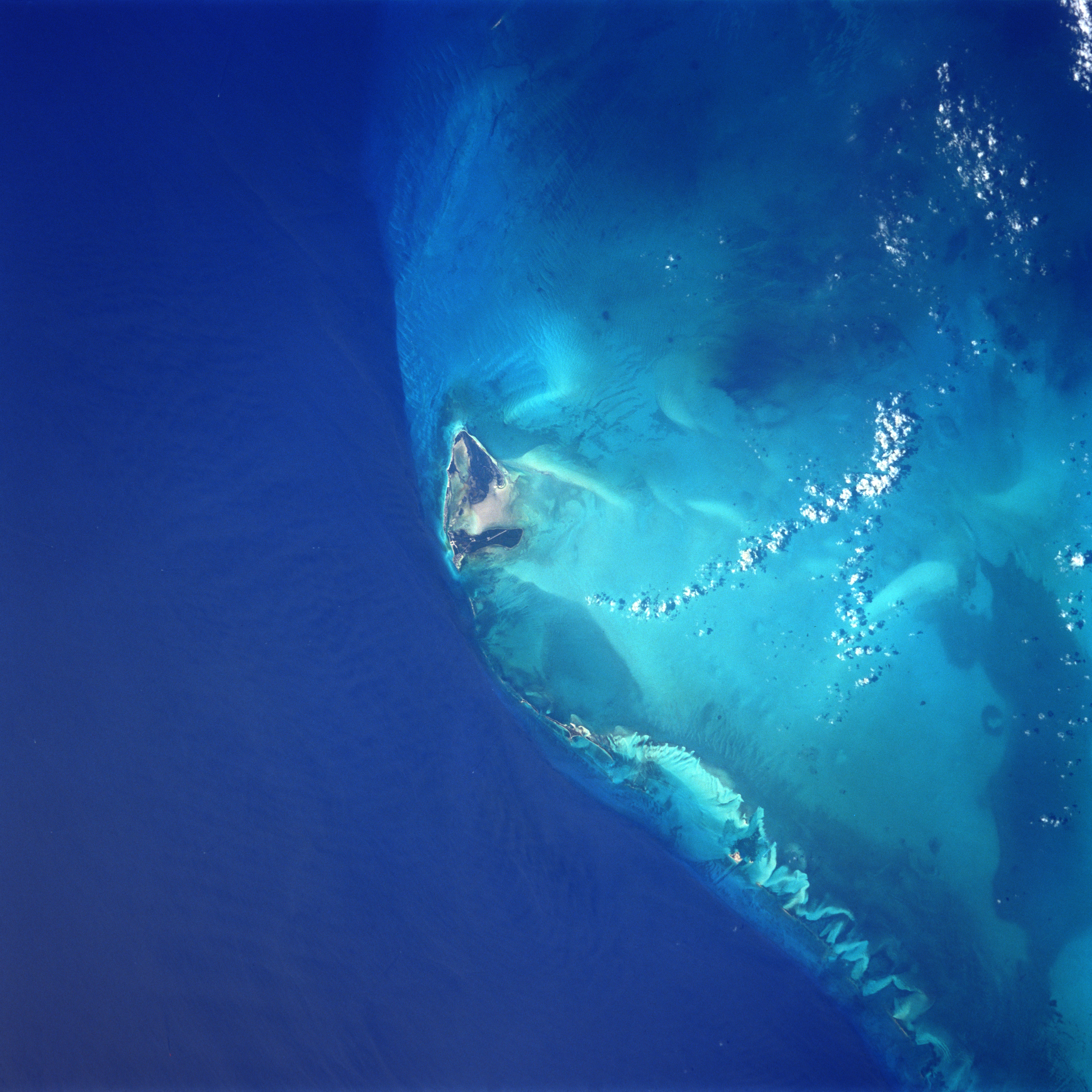
Wyspa z lotu ptaka

Bimini jest domem dla wielu gatunków unikalnych, endemicznych i zagrożonych. Wąż z rodziny dusicieli, rodzaju Epicrates, Bimini boa (Epicrates striatus fosteri), chroniony prawem Bahamów, jest największym z lądowych gadów na Bimini, dorastającym do 2,5 m długości. Rzadkością jest Ameiva auberi, jaszczurka z rodzaju amejwa z rodziny tejowatych (Teiidae), charakteryzująca się nadzwyczaj szybkimi ruchami. Ryba piła drobnozębna (Pristis pectinata) jest jedną z najrzadszych ryb na świecie.

## Znani mieszkańcy

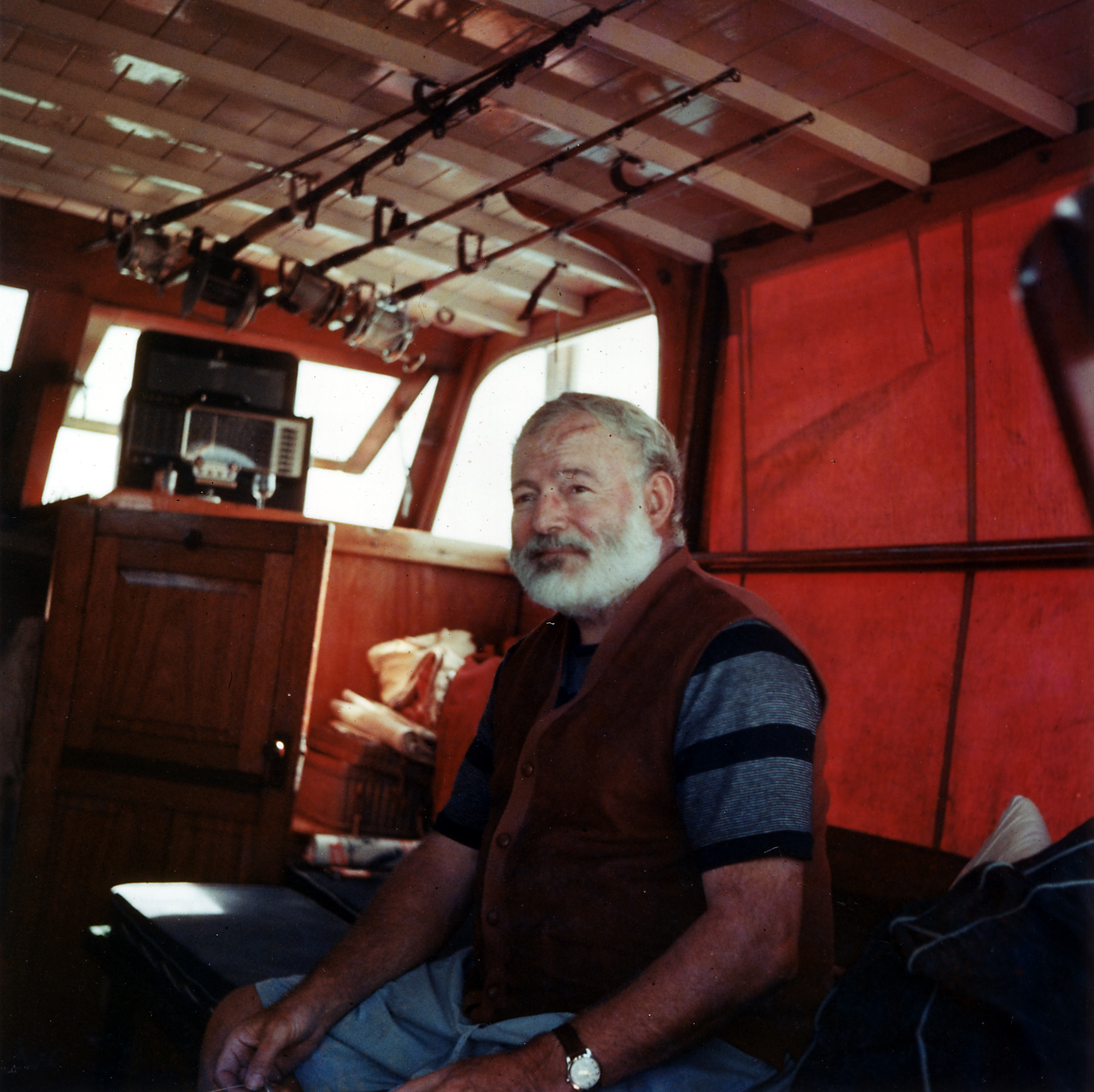
Ernest Hemingway na pokładzie swego kutra Pilar

Ernest Hemingway (1899-1961) mieszkał na Bimini w latach 1935–1937. Przebywał w Compleat Angler Hotel (Bimini Północne). Tu pracował nad "Mieć i nie mieć" (To Have and Have Not, 1937, wyd. pol. 1958) i napisał kilka artykułów. Hemingwaya ściągnęły do Bimini opowieści o niezwykłych połowach w Prądzie Zatokowym, Golfsztromie – powierzchniowym, ciepłym prądzie Północnego Atlantyku, płynącym przez Bahamy na północ. Marlin błękitny o masie 500 funtów (230 kg) złowiony na Bimini zainspirował rzekomo Hemingwaya do napisania opowiadania "Stary człowiek i morze" (The Old Man and the Sea, 1952, wyd. pol. 1956).
Południowe Bimini było domem pułkownika Josepha C. Mackeya, założyciela linii lotniczej Mackey Airlines, wykupionej później przez Eastern Airlines. Mackey wybudował na południowym krańcu wyspy dom, który nazwał Sunshine Inn – obecnie jest tam bar i restauracja.
Jednym ze znanych mieszkańców Port Royale był Adam Clayton Powell Jr., który został wykluczony z Izby Reprezentantów USA z powodu zarzutów o sprzeniewierzenie funduszy Komitetu dla własnych korzyści. Powell przebywał na Bimini od stycznia 1967 do kwietnia 1969 na dobrowolnym wygnaniu, aż Sąd Najwyższy Stanów Zjednoczonych orzekł, że Izba działała niezgodnie z konstytucją.
W maju 1987 roku, kandydat na prezydenta USA, senator Gary Hart został przyłapany przez dziennikarzy na romansie z modelką Donną Rice. Zdjęcia zrobione senatorowi w nocy podczas wycieczki na Bimini na jachcie Monkey Business, m.in. intymne pozy Donny Rice siedzącej na kolanach Harta, stały się pożywką dla mediów i gwoździem do trumny w kampanii Harta na prezydenta.
Popularny piosenkarz Jimmy Buffett (ur. 1946), podczas pisania jednej ze swoich książek, także przez jakiś czas przebywał na Południowym Bimini.

## Bimini Bay kontrowersje
W maju 2008 r., francuski podróżnik, oceanolog i ekolog Jean-Michel Cousteau skrytykował politykę środowiskową Bimini Bay Resort, nazywając ją "katastrofą" i ogłaszając, że "pozwolenie władzom Bimini na przejście do drugiej fazy rozwoju, bez żadnej wątpliwości doprowadzi do ogołocenia tej rajskiej wyspy z jej cennych naturalnych bogactw. Z biegiem czasu, zarówno turyści jak i mieszkańcy ucierpią z powodu załamania się gospodarczego, społecznego i środowiskowego dobrobytu." Część mieszkańców Bimini nie zgodziła się z opinią Cousteau i wyraziła poparcie dla polityki rządu, powołując się na obietnice związane z ochroną środowiska i poprawą sytuacji gospodarczej.

## Etymologia słowaBimini
Bimini jest złożeniem słów z języka rdzennych Amerykanów z Wysp Karaibskich, Indian Taino: bibi – matka i mini – wody, i oznacza Matka wielu wód.
Bimini jest także prekolumbijską nazwą ziemi obecnie znanej jako Floryda.
Bimini Top jest rodzajem ochronnego płótna na małej łodzi.